# Gastr del Sol
Gastr del Sol – zespół z Chicago założony w 1991 przez Davida Grubbsa. Między 1993 a 1998 rokiem nagrywali albumy w różnych stylistykach, od post-rocka (scena z którą byli silnie związani) po muzykę konkretną.

## Wczesny skład zespołu
Grubbs, wcześniej w Squirrel Bait oraz Bastro, założył zespół w 1991 roku w Chicago. Pierwszy album The Serpentine Similar wydali w 1993 roku. W tym okresie oprócz Grubbsa w skład wchodzili Bundy K. Brown (gitara basowa) oraz John McEntire (perkusja) – obaj byli wcześniej członkami Bastro. W 1994 Brown i McEntire opuścili Gastr del Sol aby dołączyć do Tortoise, zaś do składu dołączył gitarzysta, kompozytor i producent Jim O’Rourke.

## Duet
Od momentu, kiedy do składu dołączył O’Rourke Gastr del Sol funkcjonowało jako duet O’Rourke&Grubbs, uzupełniany przez długą listę nieustannie nowych gości (wśród nich między innymi McEntire, który choć nie był już stałym członkiem zespołu, wielokrotnie brał udział w nagraniach i koncertach zespołu).
Większość nagrań zrealizowanych przez ten skład nagranych zostało dla chicagowskiej wytwórni Drag City Records – tak też się stało z nagranym w 1994 roku albumem Crookt, Crackt, or Fly. Work From Smoke, centralny numer na tej płycie, łączył grę Grubbsa, zamiłowanie O’Rourke do atonalnej gitary (tutaj współgrającej z klarnetem basowym) oraz surrealistyczne teksty Grubbsa.
Dwa następne nagrania wydane zostały bardzo szybko, bo już w 1995 roku: EP-ka Mirror Repair na której możemy usłyszeć elementy muzyki elektronicznej oraz album The Harp Factory on Lake Street zrealizowana dla labelu Table of the Elements. The Harp Factory... to najbardziej eksperymenta płyta zespołu: składa się na nia utwór napisany na orkiestrę kameralną i rzadko się pojawiające głos i wstawki na pianinie w wykonaniu Grubbsa.
Album Upgrade & Afterlife zawierał między innymi kompozycję Our Exquisite Replica of 'Eternity' (utwór miał być fragmentem muzyki do filmu) O’Rourke’a oraz bardzo wydłużoną interpretację utworu Johna Faheya Dry Bones in the Valley z gościnnym udziałem Toniego Conrada na skrzypcach.
Wraz z nagraniem płyty Camoufleur w 1998 roku Gastr del Sol poszedł w kierunku bardziej konwencjonalnych melodii oraz chamber pop, tworząc najprzystępniejszy a zarazem najpopularniejszy album w dorobku grupy. Zastosowane na nim harmonie, melodie, aranżacje pisane na skrzydłówkę i ciężkie smyczki zapowiadają już przyszłe popowe nagrania O’Rourke’a. Album napisany został przy czynnym udziale Markusa Poppa (pioniera glitchowej elektroniki z Oval) – jest odpowiedzialny za elektroniczne brzmienia na płycie.
Po nagraniu Camoufleur grupa się rozwiązała. David Grubbs i Jim O’Rourke nagrywają płyty z bardzo zróżnicowaną muzyką już pod własnymi nazwiskami.

## Częściowa dyskografia
- The Serpentine Similar (Teenbeat/Drag City 1993)
- 20 Songs Less (Teenbeat 1993)
- Crookt, Crackt, or Fly (Drag City 1994)
- Mirror Repair (Drag City 1995)
- The Harp Factory on Lake Street (Table of the Elements 1995)
- Upgrade & Afterlife (Drag City 1996)
- Camoufleur (Drag City 1998)